# Apion brevirostre
Apion brevirostre är en skalbaggsart som beskrevs av Herbst 1797. Apion brevirostre ingår i släktet Apion, och familjen spetsvivlar. Arten är reproducerande i Sverige.